# دنارة
دَنَّارة هو جنس من العناكب في الفصيلة الدنارية. العناكب في هذا الجنس مفلطحة بشكل مميز.
يتوزع أكثر من 250 نوعًا في جميع أنحاء منطقة مواطن القارة الشمالية، مع وصول عدد قليل من الأنواع إلى المناطق الجنوبية.عُثر على بعضها في أجزاء معينة من إفريقيا، مع وجود أنواع متفرقة بلغت أستراليا. عثر على نوع واحد فقط ( P. traviatus ) في (شمال) أمريكا الجنوبية. 16 نوعًا توجد في أوروبا الوسطى.

## الأنواع
من أنواعها:
- دنارة مطوقة